# Rhinodoras thomersoni
Rhinodoras thomersoni is een straalvinnige vissensoort uit de familie van de doornmeervallen (Doradidae). De wetenschappelijke naam van de soort is voor het eerst geldig gepubliceerd in 1984 door Taphorn & Lilyestrom.